# 1193
Високе Середньовіччя •  Золота доба ісламу •  Реконкіста •  Хрестові походи •  Київська Русь

## Геополітична ситуація
Ісаак II Ангел очолює Візантію (до 1195). Генріх VI є імператором Священної Римської імперії (до 1197). Філіп II Август править у Франції (до 1223).
Апеннінський півострів розділений: північ належить Священній Римській імперії, середню частину займає Папська область, більша частина півдня належить Сицилійському королівству. Деякі міста півночі: Венеція, Піза, Генуя тощо, мають статус міст-республік, частина з яких об'єднана Ломбардською лігою.
Південь Піренейського півострова в руках у маврів. Північну частину півострова займають християнські Кастилія, Леон (Астурія, Галісія), Наварра, Арагонське королівство (Арагон, Барселона) та Португалія. Річард Левове Серце є королем Англії (до 1199), королем Данії — Кнуд VI (до 1202).
У Києві княжить Святослав Всеволодович (до 1194). Володимир Ярославич займає галицький престол (до 1198). Ярослав Всеволодович княжить у Чернігові (до 1198), Всеволод Велике Гніздо у Володимирі-на-Клязмі (до 1212). Новгородська республіка та Володимиро-Суздальське князівство фактично відокремилися від Русі. У Польщі період роздробленості. На чолі королівства Угорщина стоїть Бела III (до 1196).
В Єгипті, Сирії та Палестині править династія Аюбідів, невеликі території на Близькому Сході утримують хрестоносці.
У Магрибі панують Альмохади. Сельджуки окупували Персію та Малу Азію. Хорезм став наймогутнішою державою Середньої Азії. Гуріди контролюють Афганістан та Північну Індію. У Китаї співіснують держава ханців, де править династія Сун, держава чжурчженів, де править династія Цзінь, та держава тангутів Західна Ся. На півдні Індії домінує Чола. В Японії триває період Камакура.

## Події
- Востаннє в літописах згадуються чорні клобуки.
- Після смерті Салах ад-Діна його володіння поділили на 4 частини представники династії Аюбідів.
- Герцог Австрії Леопольд V передав свого бранця англійського короля Річарда Левове Серце імператору Генріху VI.
- Скориставшись полоном Річарда Левового Серця, його брат Іоанн Безземельний присягнув французькому королю Філіпу II Августу. Французький монарх узявся за відвоювання Нормандії в англійців.
- Кутб ад-Дін Айбек захопив Делі. Гуріди окупували Біхар. Розпочалося спорудження мечеті Кутб-Мінар в Делі.
- Папа Римський Целестин III закликав до хрестового походу проти язичників Північної Європи.

## Померли
- 4 березня — у Дамаску у віці 55-и років помер Салах ад-Дін (Саладін), султан Сирії і Єгипту, засновник династії Айюбідів